# Anheuser-Busch InBev
Anheuser-Busch InBev (AB InBev), Анхойзер-Буш ИнБев — международная пивоваренная корпорация, крупнейший в мире производитель пива, доля на мировом рынке оценивается в 28 %. Продукция продаётся под международными брендами Budweiser, Stella Artois, Corona, Castle, Beck’s, Leffe и Hoegaarden, а также под 500 местными торговыми марками. Объём производства в 2017 году превысил 60 млрд литров.

## История
Корпорация была образована 18 ноября 2008 года путём слияния бельгийско-бразильской компании InBev и американской Anheuser-Busch, которые на момент объединения занимали соответственно первое и третье место в мире по объёмам производства. Слияние произошло путём выкупа акций Anheuser-Busch на общую сумму $52 млрд. В свою очередь InBev возникла в 2004 году в результате объединения бельгийской Interbrew, владевшей пивоваренными активами в Европе и Канаде, и бразильской AmBev, контролировавшей значительную долю пивного рынка Южной Америки.
Interbrew образовалась в 1987 году объединением двух крупнейших пивоваренных компаний Бельгии, Stella Artois и Piedboeuf Brewery. В 1995 году Interbrew приобрела крупнейшего производителя пива Канады Labatt Brewing Company, а в 1999 году в России было образовано совместное предприятие с компанией SUN. В 2000 году была куплена британская компания Bass and Whitbread, в 2001—2002 годах были поглощены четыре компании в Германии, включая лидера германского пивного рынка Beck’s & Co.
AmBev образовалась в 1999 году в результате слияния двух ведущих производителей пива в Бразилии: Companhia Antarctica Paulista и Brahma, обе компании были основаны в конце XIX века.
Anheuser-Busch была основана в 1852 году в Сент-Луисе (Миссури, США), её наиболее известным пивным брендом был Budweiser. В начале XXI века эта компания вышла на третье место на китайском рынке, купив компании Harbin (2004 год) и Fujian Sedrin Brewery (2006 год). Anheuser-Busch также принадлежало 10 парков аттракционов Busch Entertainment в США, в 2009 году они были проданы за $2,7 млрд.
В 2013 году Anheuser-Busch InBev купила 100 % акций лидера мексиканского пивного рынка компании Grupo Modelo (торговая марка Corona); стоимость сделки составила $20,1 млрд. В 2014 году была куплена корейская пивоваренная компания Oriental Brewery, также лидер на домашнем рынке.
В октябре 2015 года начался процесс поглощения британской пивоваренной компании SABMiller. Поскольку речь шла об объединении двух крупнейших компаний в своей отрасли в мире, согласование сделки, оцененной в £70 млрд ($107 млрд), затянулось на год; официально она была заключена 10 октября 2016 года. По условиям, поставленным антимонопольными органами, был продан ряд активов обеих компаний, в частности контрольный пакет акций (54,5 %) в Coca-Cola Beverages Africa, крупнейшем производителе Кока-Колы в Африке.

## Деятельность
Корпорация Anheuser-Busch InBev объединяет большое количество компаний в различных странах мира. Подразделения сформированы по географическому принципу:
- Северная Америка — США и Канада; доля в выручке компании в 2017 году составила 18,5 %;
- Латинская Америка (Север) — Бразилия, Панама, Доминиканская республика, Гватемала, Куба, Пуэрто-Рико, Барбадос и другие страны Карибского региона; доля в выручке составила 19,5 %;
- Латинская Америка (Запад) — Мексика, Сальвадор, Гондурас, Колумбия, Перу и Эквадор; доля в выручке составила 18,1 %;
- Латинская Америка (Юг) — Аргентина, Уругвай, Чили, Парагвай и Боливия; доля в выручке составила 5,6 %;
- Европа, Ближний Восток и Африка — Великобритания, Ирландия, Франция, Италия, Испания, Германия, Бельгия, Люксембург, Нидерланды, Швейцария, Австрия, Украина, Россия, ЮАР, Ботсвана, Свазиленд, Мозамбик, Малави, Намибия, Замбия, Лесото, Уганда, Эфиопия, Танзания, Южный Судан, Кения, Нигерия, Гана и африканские острова, а также экспорт в некоторые страны Ближнего Востока; доля в выручке составила 21,5 %;
- Азиатско-Тихоокеанский регион — КНР, Республика Корея, Япония, Австралия, Новая Зеландия, Индия, Вьетнам и другие страны юга и юго-востока Азии; доля в выручке составила 16,6 %.

Основная продукция корпорации, пиво, продаётся под 500 торговыми марками, объём производства в 2017 году составил 613 млн гектолитров. Самым продаваемым брендом пива (не только корпорации, но и в мире) является Budweiser, он продаётся в 73 странах, на США приходится только треть его продаж. Вторым для корпорации и четвёртым в мире пивным брендом является Stella Artois, он продаётся в 90 странах, наибольшие объёмы продаж в США, Аргентине и Бразилии. Хотя пиво Corona производится только в Мексике, продаётся оно в 120 странах мира (основные рынки Мексика, КНР, Австралия и Аргентина) и является третьим по значимости брендом корпорации. На безалкогольные напитки и другую продукцию приходится $6 млрд из $56 млрд выручки корпорации.
| Год                    | 2009  | 2010  | 2011  | 2012  | 2013  | 2014  | 2015  | 2016  | 2017  |
| ---------------------- | ----- | ----- | ----- | ----- | ----- | ----- | ----- | ----- | ----- |
| Оборот                 | 33,86 | 36,30 | 39,05 | 39,76 | 43,20 | 47,06 | 43,60 | 45,52 | 56,44 |
| Чистая прибыль         |       | 4,026 | 5,855 | 7,160 | 14,39 | 9,216 | 8,273 | 1,241 | 7,996 |
| Капитализация          |       | 91,10 | 98,32 | 138,7 | 171,1 | 183,2 | 200,3 | 214,0 | 225,5 |
| Объём, млн гектолитров | 391   | 399   | 399   | 403   | 425   | 459   | 457   | 500   | 613   |

## Портфель брендов
ABInBev производит такие международные пивные бренды, продающиеся во всем мире: Budweiser (Bud), Corona, Stella Artois, Hoegaarden, Leffe, Staropramen, Taller, Beck's, Lowenbrau, Franziskaner, Spaten, Bass. Кроме этого, почти в каждой стране ABInBev производит национальные бренды. Например в России это: Клинское, Сибирская корона, Толстяк, Bagbier и др; на территории Украины: Черниговское, Рогань, Янтарь, Жигулёвское, DAO.

## Руководство
Правление корпорации состоит из 15 неисполнительных членов совета директоров (то есть они не участвуют в текущих делах корпорации, а лишь представляют интересы акционеров). Совет директоров включает Мартина Баррингтона, вице-председателя Altria Group и Уильяма Гиффорда, её главного финансового директора, Алекса Беринга, председателя правления Kraft Heinz Company.
Председателем правления AB InBev является Оливье Гуде (Olivier Goudet, род в 1964 году во Франции), большая часть его карьеры прошла в американской кондитерской компании Mars, Inc., с 2004 по 2012 год он был её главным финансовым директором и вице-президентом; помимо AB InBev, он также входит в совет директоров кофейных компаний Jacobs Douwe Egberts, Keurig Green Mountain и других.
Текущими делами корпорации занимается исполнительный совет, состоящий из глав функциональных отделов и географических подразделений.
Главный исполнительный директор — Карлос Брито (Carlos Brito, род. в 1960 году в Бразилии), занимает этот пост с декабря 2005 года; в AmBev с 1989 года.
5 мая 2021 года компания объявила о том, что проработавший 15 лет на посту гендиректора Брито уходит в отставку. Его сменит нынешний руководитель североамериканских операций AB InBev Мишель Дукерис.

## Акционеры
Акции корпорации Anheuser-Busch InBev торгуются на бельгийской бирже Euronext, также имеют дополнительный листинг на Нью-Йоркской фондовой бирже, Йоханнесбургской фондовой бирже и на фондовой бирже Мексики.
Значительная доля акций (более двух третей) контролируется крупными частными инвесторами из Бельгии, Мексики и Бразилии. Основные акционеры на 2018 год:
- Stichting Anheuser Busch Inbev (Нидерланды) — 39,2 %;
- Eugenie Patri Sebastien SA (Люксембург) — 7,70 %;
- Anheuser-Busch InBev SA/NV (Бельгия) — 5,05 %;
- BRC Sàrl (Люксембург) — 2,22 %;
- Norges Bank Investment Management (Норвегия) — 1,36 %;
- The Vanguard Group, Inc. (США) — 1,17 %;
- Lyxor International Asset Management SAS — 0,85 %;
- Altria Group, Inc. — 0,73 %;
- BlackRock Fund Advisors (США) — 0,64 %;
- Amundi Asset Management SA (Investment Management) — 0,48 %.

Крупнейший акционер, Stichting Anheuser Busch Inbev, компания, зарегистрированная в Нидерландах, является партнёрством (по 50 %) между Eugenie Patri Sebastien SA и BRC Sàrl, которые также влаеют акциями напрямую.

## Дочерние структуры
Наиболее важные дочерние структуры и партнёрства на конец 2017 года:
- Австралия: Foster’s Group PTY LTD (100); CUB PTY LTD (100); FBG Finance PTY LTD (100.00); FBG Treasury (Aust) PTY LTD (100.00)
- Аргентина: Cerveceria Y Malteria Quilmes Saica y G (61,92 %)
- Бельгия: AB InBev N.V.; Brasserie de L’abbaye de Leffe S.A. (98,54 %); Brouwerij van Hoegaarden N.V. (100 %); Cobrew N.V. (100 %); InBev Belgium S.P.R.L. (100 %)
- Ботсвана: Kgalagadi Breweries (PTY) LTD (31 %)
- Боливия: Cerveceria Boliviana Nacional S.A. (61,92 %)
- Бразилия: AmBev S.A. (61,92 %)
- Великобритания: AB InBev UK LTD (100 %); Pioneer Brewing Company LTD (100 %); AB InBev Holdings LTD (100 %); AB InBev International Brands LTD (100 %)
- Вьетнам: Anheuser-Busch InBev Vietnam Brewery Company LTD (100 %)
- Гана: Accra Brewery LTD (60 %)
- Германия: Brauerei Beck GmbH & Co. KG (100 %); Brauerei Diebels GmbH & Co. KG (100 %); Haake-Beck AG (99,96 %); Hasseröder Brauerei GmbH (100 %); Anheuser-Busch InBev Germany Holding GmbH (100 %); Spaten-Franziskaner-Bräu GmbH (100 %); Anheuser-Busch InBev Deutschland GmbH & Co. KG (100 %); Loewenbraeu AG (100 %)
- Гибралтар: BIH Brasseries Internationales Holding LTD (20 %); BIH Brasseries Internationales Holding (Angola) LTD (27 %)
- Гондурас: Cerveceria Hondureña, SA de CV (99 %)
- Доминиканская Республика: Cerveceria Nacional Dominicana S.A. (34,06 %)
- Замбия: Zambian Breweries PLC (54 %)
- Зимбабве: Delta Corporation LTD (25 %)
- Индия: Crown Beers India LTD (100 %); SABMiller India LTD (99,6 %)
- Италия: Anheuser-Busch InBev Italia SPA (100 %)
- Канада: Labatt Brewing Company LTD (61,92 %)
- Китай: Anheuser-Busch InBev (China) Sales Co. LTD (100 %); Anheuser-Busch InBev (Wuhan) Brewery Co. LTD (97,06 %); Anheuser-Busch InBev (Foshan) Brewery Co. LTD (100 %); Anheuser-Busch InBev Harbin Brewery Co. LTD (100 %); Anheuser-Busch InBev (Tangshan) Brewery Co. LTD (100 %); Anheuser-Busch InBev Sedrin Brewery Co. LTD (100 %); Anheuser-Busch InBev Sedrin (Zhangzhou) Brewery Co. LTD (100 %); Anheuser-Busch InBev (Taizhou) Brewery Co. LTD (100 %); Nanchang Asia Brewery Co. LTD (100 %); Siping Ginsber Draft Beer Co. LTD (100 %); Anheuser-Busch InBev Big Boss (Jiangsu) Brewery Co. LTD (100 %); Anheuser-Busch InBev (Sichuan) Brewery Co. LTD (100 %); Anheuser-Busch InBev (Henan) Brewery Co. LTD (100 %); Anheuser-Busch InBev (Suqian) Brewery Co. LTD (100 %); InBev Jinlongquan (Hubei) Brewery Co. LTD (60 %)
- Колумбия: Bogota Beer Company BBC S.A.S. (97,22 %); Bavaria S.A.S.A. (99,14 %); AmBev Colombia S.A.S. (97,22 %)
- Люксембург: Brasserie de Luxembourg Mousel-Diekirch (95,82 %)
- Мексика: Cerveceria Modelo de Mexico S. de R.L. de C.V. (100 %)
- Мозамбик: Cervejas de Moçambique SA (49 %)
- Нигерия: Beverage Management Solutions LTD (50 %); International Breweries PLC (37,5 %)
- Нидерланды: InBev Nederland N.V. (100 %); Interbrew International B.V. (100 %); AB InBev Africa B.V. (62 %); AB InBev Botswana B.V. (62 %)
- Панама: Cerveceria Nacional Holding SA (60 %)
- Парагвай: Cerveceria Paraguaya S.A. (61,92 %)
- Перу: Compania Cervecera AmBev Peru S.A.C. (97,22 %); Unión de cervecerias Peruanas Backus Y Johnston SAA (93,65 %)
- Республика Корея: Oriental Brewery Co. LTD (100 %)
- Россия: САН ИнБев (99,95 %)
- Сальвадор: Industrias La Constancia, SA de CV (100 %)
- США: Anheuser-Busch Companies, LLC (100 %); Anheuser-Busch International, Inc (100 %); Anheuser-Busch Packaging Group, Inc (100 %); Anheuser-Busch, LLC (100 %); Metal Container Corporation, Inc (100 %); Anheuser-Busch North American Holding Corporation (100 %)
- Танзания: Kibo Breweries LTD Private Company (36 %)
- Турция: Anadolu Efes Biracilik Ve Malt Sanayii AS (24 %)
- Уганда: Nile Breweries LTD (61,67 %)
- Украина: САН ИнБев Украина (98,34 %)
- Уругвай: Cerveceria Y Malteria Paysandu S.A. (61,92 %)
- Франция: AB InBev France S.A.S. (100 %); Société des Brasseries et Glacières Internationales SA (20 %)
- Чехия: Pivovar Samson A.S. (100 %)
- Чили: Cerveceria Chili S.A. (61,92 %)
- Швейцария: Anheuser-Busch InBev Procurement GmbH (100 %)
- Эквадор: Compañia Cervecera AmBev Ecuador S.A. (97,22 %); Cervecería Nacional (CN) S.A. (95,58 %)
- ЮАР: SABSA Holdings LTD PLC (100 %); The South African Breweries (PTY) LTD (91,55 %)